# 專門職大學
專門職大學（日语：専門職大学／せんもんしょくだいがく）是日本高等教育體制下的職業大學。
根據文部科學省的描述，專門職大學重視「高度的實踐力」與「豐富的創造力」，期望培養出「具有印證理論的高度實踐力，能以此引領專門業務的人才」和「能夠因應時代變化，創造出新製品或服務的人才」，是介於傳統大學與專門學校之間的教育機構。
此學在法律上制屬於一條校，畢業將授予正式學位。而在教學上，實驗、實習或實技等課程須占畢業學分的三分之一，且有四成的專任教師要具備相關實務經驗。

## 歷史
2017年《學校教育法》修法，制定專門職大學與專門職短期大學相關條文。這是自1964年設立短期大學後，時隔超過半個世紀日本再次對大學學制進行調整。
2018年，共有17個單位對2019年度的設校案提出申請，但其中只有高知復健專門職大學一所學校獲得認可、兩校保留，其餘14校的申請案皆被撤銷。大學設置・學校法人審議會對此表示，許多申請案件對制度的認識尚有不足，在教師、設備、實習課程等項目上準備未能達到標準。希望有設校意願的法人，在充分了解專門職大學的體制、並做好充足準備之後再進行申請。
2018年11月，被保留的國際時尚專門職大學與山崎動物護理專門職短期大學兩校設立案通過。

## 列表

### 2019年開設
- 高知復健專門職大學（日语：高知リハビリテーション専門職大学）
- 國際時尚專門職大學（日语：国際ファッション専門職大学）
- 山崎動物護理專門職短期大學（日语：ヤマザキ動物看護専門職短期大学）

### 2020年開設
- 靜岡縣立農林環境專門職大學（日语：静岡県立農林環境専門職大学）

## 外部連結
- 文部科學省對專門職大學的介紹網頁 （页面存档备份，存于）
- 專門職大學設置基準